# Syntrophie
Syntrophie bezeichnet die vergesellschaftete Lebensweise verschiedener Organismen (Mischgesellschaften), die jeweils gegenseitig bestimmte Stoffwechselprodukte für den anderen Partner herstellen und damit wechselseitig voneinander abhängen. Syntrophe Organismen sind beispielsweise die Hefe Rhodotorula rubra (Pucciniomycotina, siehe Rhodotorula) und der Schimmelpilz Mucor ramannianus (Gattung Köpfchenschimmel). Auch manche Methanogene sind vom Wasserstoff benachbarter Bakterien abhängig, wobei andersherum jene Bakterien nur dann wachsen können, wenn dieser Wasserstoff durch die Methanogenen verbraucht wird. 
Als „Syntrophie innerhalb einer einzigen Zelle“ wird der intrazelluläre Transfer von Wasserstoff während der Homoacetatgärung bezeichnet.